# ویلیام اف. دی‌سوشر
ویلیام اف. دی‌سوشر (به انگلیسی: William Ford De Saussure) سناتور سابق عضو حزب دموکرات ایالات متحده آمریکا بود. وی در سال ۱۸۵۲ تا ۱۸۵۳ میلادی سناتور ایالت کارولینای جنوبی در سنای ایالات متحده آمریکا بود.